# Ike Shorunmu
Ike Ibrahim Shorunmu (Lagos, 16 de outubro de 1967) é um ex-futebolista nigeriano que atuava como goleiro.

## Carreira
Fez fama no futebol suíço, onde defendeu Basel, Zürich, Luzern e YF Juventus, seu último clube.
Atuou também no Stationery Stores, Concord, Shooting Stars, Beşiktaş e Samsunspor.

## Seleção
Shorunmu defendeu a Seleção Nigeriana de Futebol na Copa do Mundo FIFA de 2002, onde atuou na partida contra a Argentina, mas nas duas partidas seguintes perdeu a vaga para Vincent Enyeama. Foi o único Mundial disputado por ele com as Super-Águias, onde jogava desde 1992. Não foi chamado para as Copas de 1994 e 1998.